# Sala das Monções

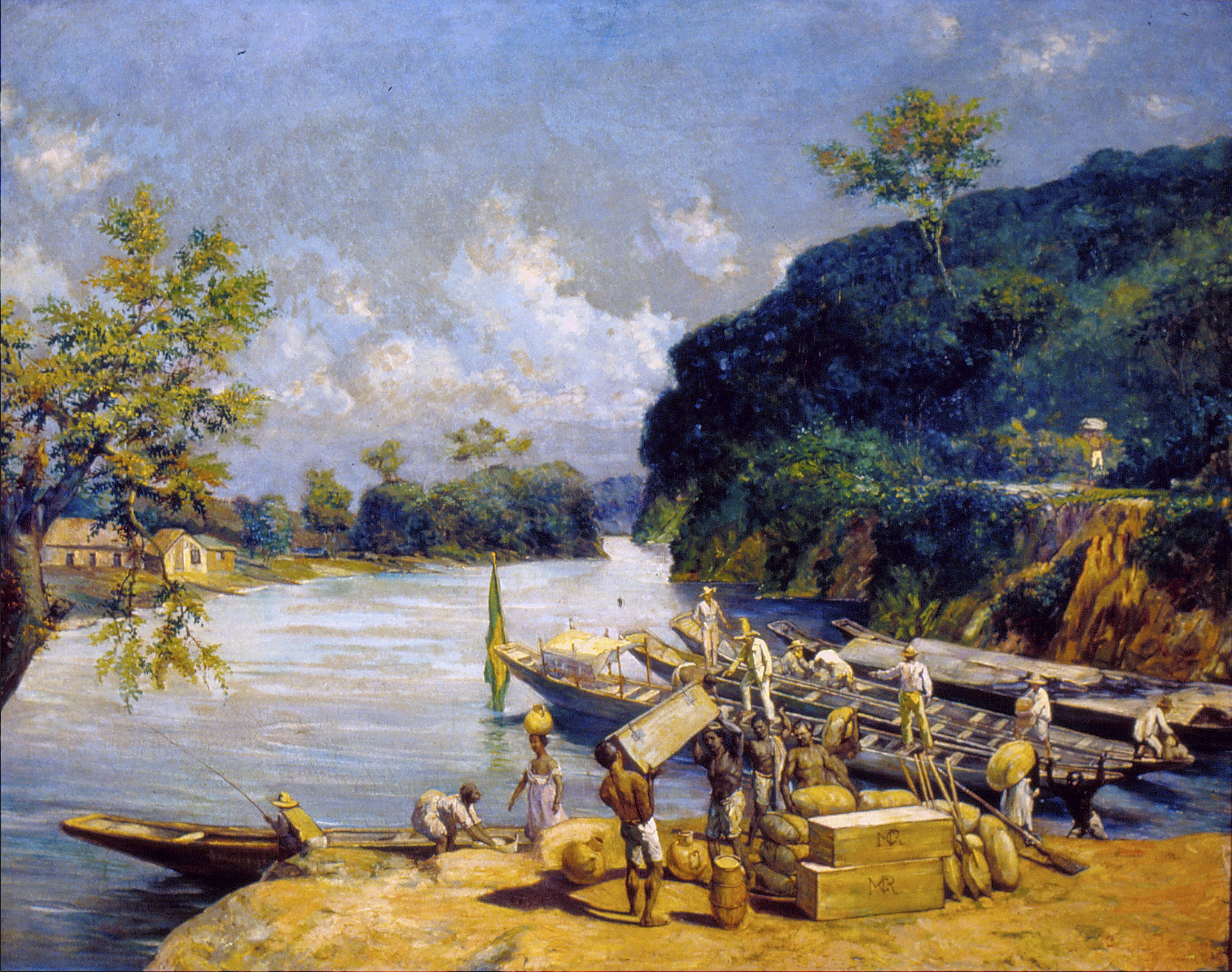
Carga de Canoas, de Oscar Pereira da Silva

Sala das Monções é uma sala de exposição no Museu do Ipiranga, criada em 1929, para dar destaque a pinturas sobre monções. O idealizador da sala foi Afonso d’Escragnolle Taunay, que a imaginou para dar destaque a Partida da Monção, de José Ferraz de Almeida Jr. Duas outras obras de Almeida Júnior estavam na sala: São Paulo a Caminho de Damasco e Retrato de Prudente José de Morais e Barros. Além de quadros, estavam na sala objetos reminiscentes das expedições fluviais, como mapas.
A sala foi remontada em 1944, exclusivamente sobre monções, agora sem os quadros de Almeida Júnior. O objeto principal da sala, foi dito, era o Rio Tietê, tornado mítico.

## As monções
Em Portugal o termo "monção" referia-se às estações mais adequadas às viagens, de acordo com o regime das águas. A origem desta palavra, contudo, não é português e sim árabe, e designa certo movimento de ventos que mostram a melhor época para navegar no oceano Índico. Adaptado ao cenário brasileiro, o termo foi destinado a denominar jornadas com foco comercial, as quais partiam da capitania de São Paulo e se destinavam às minas de Cuiabá. No caso destas expedições, a época mais favorável situava-se entre fins de março e meados de junho, após o período mais intenso das chuvas e antes das secas.
As monções, expedições fluviais realizadas no século XVIII, eram, logo, conceitualmente distintas das bandeiras realizadas no século XVII e das expedições científicas do XIX. Quem organizou textualmente esta distinção foi o sucessor de Taunay, Sérgio Buarque de Holanda. Em sua publicação intitulada Monções, lançada em 1945, dissocia as categorias de "bandeiras" e "monções de povoado". Estas últimas puderam ser individualizadas por sua permanência ao longo do século XVIII, pela sua regularidade anual, e pelo tipo de transporte utilizado. Este historiador declara que: "Não é só o emprego de meios de locomoção diversos, é, também, e principalmente, o complexo de atitudes e comportamentos, determinados por cada um desses meios, o que fará compreender a distinção essencial entre a primitiva bandeira e a monção de povoado. Naquela, os rios constituem, efetivamente, obstáculos à marcha, e as embarcações são apenas o recurso ocasional do sertanista, utilizável onde a marcha se tornou impossível. Nas monções, ao contrário, a navegação, disciplinadora e cerceadora dos movimentos, é que se torna regra geral, e a marcha a pé, ou a cavalo, ou em carruagem (na fazenda de Camapuã, por exemplo), constitui exceção a essa regra."
No século XVII, a intenção principal das aventuras Brasil adentro era a captura de indígenas. Diz-se que a existência do ouro inicialmente não incentivava as aventuras paulistas. Os bandeirantes, logo, eram aqueles que embrenhavam-se no interior da América Portuguesa, a partir da capitania de São Paulo, com o propósito de capturar indígenas para o trabalho cativo nas vilas paulistas ou para a sua comercialização com outras regiões. As bandeiras tiveram maior ocorrência ao longo do século XVII e nos inícios do século XVIII, e foram em parte responsáveis pelo alargamento dos limites da capitania paulista.
Já o princípio da história das monções é marcada pelo descobrimento das minas de ouro em Cuiabá, em 1772. Esse fato atraiu muita população para a região, a qual não possuía uma produção agrícola suficiente para abastecer esse novo contingente. Desse modo, as monções seguem desde o Tietê até Mato Grosso, aproveitando este novo mercado de alimentos emergente. Segundo o historiador Sérgio Buarque de Holanda, " o que estimulava agora essas expedições já não era tanto o ânimo aventureiro, mas o lucro certo, que prometia o comércio com esses remotos sertões, distanciados de qualquer recurso, onde os preços atingidos por todos os artigos, até mesmo os de uso indispensável, parecem destinados a compensar abundantemente todos os riscos da viagem."
As frotas paulistas que seguiam com mantimentos até as minas saíam do porto de Araritaguaba - atual Porto Feliz, mas na época uma freguesia de Itu. Essa localidade é frequentemente representada nos quadros que compõem a Sala das Monções, por exemplo em Partida de Porto Feliz, Carga de canoas, ambas de Oscar Pereira da Silva, e Benção das Canoas, de Aurélio Zimmermman. As monções eram viagens de no mínimo cinco meses - mesmo período que levavam os viajantes de Portugal a Índia. Seu itinerário principal, inicialmente, seguia pelos rios Tietê, Grande, Camapoã, Pardo, Coxim, Taquari, Porrudos, Paraguai e Cuiabá. Esse trajeto foi sendo repensado ao longo do tempo, podendo incluir também os rios Paraná, Paranapanema, Ivinheima, Anhanduí-Guaçu e São Lourenço também são citados como opções. Sérgio Buarque de Holanda declara que após a descoberta do varadouro de Camapoã, em 1720, criou-se uma "estrada definitiva das monções", que passava por tal localidade. Ali os tripulantes podiam consertar os barcos e reabastecer o armazenamento de mantimentos.
Entre as dificuldades encontradas no trajeto, há a presença de outros povos, muitas vezes não pacíficos. São citados os índios Mbaiá, Caiapó, Paiaguá e Guaicurú, assim como os castelhanos. Fora isso, havia os perigos da própria atividade de navegação, amplificadas pelo caráter dos rios brasileiros - e em especial do rio Tietê. São citadas perdas humanas e de bens pela dificuldade no manejo das canoas e falta de conhecimento aprofundado dos rios. As pedras que ofereciam riscos de colisão, os redemoinhos, as cachoeiras e as mudanças de vento tinham de ser enfrentados ao longo do caminho. O conde de Azambuja caracterizou o Rio Tietê por suas águas fortes e violentas, e como aquele mais repleto das piores cachoeiras. Gervásio Rebello atesta que embora este rio fosse navegado já há mais de cem anos, toda tropa que passava por ele sofria perdas. O Rio Grande ficou conhecido por não só ser caudaloso, mas possuir caldeirões e redemoinhos. Ao longo do rio Pardo era necessário passar por nada menos que 54 cachoeiras, sendo nove delas só eram transponíveis mediante o descarregamento das canoas. Esse rio tinha águas tão "arrebatadas e violentas que [era] preciso saltar a gente em terra e levarem as canoas com duas cirgas, para poderem vencer a violências das águas e livrarem-nas das pedras de que estão cheios os canais". As dificuldades continuavam para se acessar o varadouro de Camapoã e nos rios que se seguiam após ele, agora não por água forte, mas pela escassez desta. A obra "Desencalhe de canoas", inicialmente ilustrada por Hercule Florence e posteriormente pintada a óleo por Zilda Pereira - presente na Sala das Monções - demonstra visualmente dificuldades deste trecho. A atividade, que também possuía suas dificuldades, de procurar e montar pouso adequado também foi retratada em tela exposta na citada Sala. De autoria de Aurélio Zimmerman, Pouso nas Monções fora inspirada em uma ilustração realizada por Florence. Além dos perigos evidentes, ainda povoava a imaginação dos tripulantes itens como a canoa fantasma e o poço do Pirataraca, suposta habitação de um grande bicho. Ambas estas duas lendas foram retratadas em telas por Nair Opromolla Araújo, e estas participaram da composição da segunda edição da Sala das Monções (aquela montada na sala B-4, em 1944). Uma vez que não foram inspiradas em anteriores desenhos, a realização destas pinturas dependeu de relatos verbais. O próprio Afonso Taunay contribuiu para estes relatos, como mostra a correspondência enviada por ele à pintora brasileira citada, em 27 de agosto de 1943. Nesta, ele descreve o modo com que havia imaginado o quadro, segundo o que havia ouvido dos cronistas. Ele diz o "monstro" poder ser representado como uma cobra, enorme em comprimento e grossa, e com grandes olhos escancarados. Ela se posicionaria quase perpendicular ao plano das águas. Os homens da tela seriam representados em seu canoão, assustados e com a mão sobre a testa, olhando por meio da bruma para o grande animal, atônitos.

## O edifício no qual será criada a Sala das Monções: o Museu Paulista (Museu do Ipiranga)
O Museu Paulista, onde localiza-se a Sala das Monções, é, enquanto instituição, o museu público mais antigo da cidade de São Paulo. Criado em 1890, inicialmente fora denominado Museu do Estado. A atual denominação foi dada em agosto de 1893, e o primeiro diretor, um naturalista alemão, é nomeado em janeiro de 1894. A entidade é conhecida pelo nome "Museu do Ipiranga" desde que alojou-se no bairro com este nome, em 1895. O edifício em que se encontra desde então encontra-se mais especificamente no Parque da Independência, este inaugurado em 1989, o qual reúne o museu a outros dois bens culturais - o Monumento à Independência e a Casa do Grito. O chamado "conjunto do Ipiranga", que engloba o museu, seus jardins e os bosques que o circundam, o monumento, a casa e o parque, foi tombado pelo Instituto do Patrimônio Histórico e Artístico Nacional (IPHAN) em 1998. Devido a esta variedade de itens, o tombamento ocorre em três dos quatro livros estabelecidos pelo Decreto Lei nº. 25, de 30 de novembro de 1937: o Livro Arqueológico, Etnográfico e Paisagístico, o Livro Histórico e o Livro de Belas Artes.
O Museu Paulista não foi inicialmente pensado para ter o fim que possui hoje. A princípio ele foi proposto como um monumento. O projeto da edificação-sede do museu foi incumbido a Tommaso Gaudenzio Bezzi, engenheiro e arquiteto italiano radicado no Brasil desde 1875. Este profissional foi indicado pela Comissão Central do Monumento do Ipiranga, em 1882, e em novembro deste ano entrega o projeto. Em 1883, após modificações realizadas por uma comissão técnica, o projeto é aprovado, e as obras se iniciam dois anos depois. Em 1890 encerra-se a construção do "Palácio de Bezzi", como ficara conhecido na época, e no dia 7 de setembro de 1895 é realizada uma inauguração solene do local. A edificação é um palácio eclético, construído para aparentar grande porte, e logo monumentalidade, apesar de possuir espaço interno limitado. Segundo o catálogo da exposição "Às margens do Ipiranga", "O projeto inicial previa um retângulo alongado e dois braços laterais projetando-se da fachada principal, voltada para a cidade (como consta da maquete da época). Abandonadas as alas, por razões de economia, restou o retângulo pontuado por três corpos salientes. O do meio, com arcadas que suportam pares de colunas coríntias e frontão, é servido por ampla escadaria axial e rampas laterais. Em recuo, torre cujo topo é oco e apenas mascara um domo transparente que iluminava os espaços nobres internos. Os corpos das extremidades são torres ligeiramente mais baixas que a central - com a qual, aliás, não têm comunicação direta. O essencial do edifício se desenvolve em dois andares, tirante o subsolo e um terceiro andar nas torres. O térreo dispõe de um saguão hipostilo (são 24 colunas), de onde parte escadaria monumental que, em dois lances após um patamar, desemboca no Salão Nobre, por sobre o saguão. Tanto no térreo quanto no segundo andar, corredores laterais servem a uma sequência de pequenas salas de, em média, 55m²."
Por sua destacada arquitetura, e por sua função de monumento, o edifício necessariamente influencia nas exposições e salas que abriga. Não é possível ignorar o impacto do prédio ao pensar as disposições e conteúdos expositivos, pois sua história e suas simbologias misturam-se às peças apresentadas nele.
O edifício-sede foi posteriormente complementado por um novo prédio, cuja construção se deu devido à necessidade de separar os acervos de cunho naturalista e de cunho histórico. Esta edificação foi finalizada em 1940-1941 e recebeu o transporte do acervo de Ciências Naturais. Hoje ela abriga o Museu de Zoologia da Universidade de São Paulo. Essa separação já havia sido vislumbrada por Afonso d’Escragnolle Taunay, o segundo diretor da instituição. Já em 1919 ele havia sugerido à Secretaria do Interior que fosse construído um novo edifício desse cunho nas imediações do "Palácio de Bezzi", para abrigar, além das peças expostas, a Biblioteca, a Secretaria e o Arquivo. Taunay inclusive haveria descrito em detalhes a composição da nova construção, tanto no que toca às dimensões adequadas, quanto em relação à disposição - nesse caso sugerindo que fosse semelhante ao edifício central da Escola Politécnica projetado pelo arquiteto Ramos de Azevedo.

## O contexto para a criação da Sala das Monções
Desde cinco meses após o sete de setembro de 1822 havia a proposta de afirmar e memorar a emancipação da jovem nação, de preferência no mesmo local onde ela fora proclamada. Essa ideia, contudo, pôde ser concretizada apenas cem anos depois. O contexto geral que motivou a criação da Sala das Monções, logo, é a ocasião do centenário da independência do Brasil. A fim de comemorar tal fato histórico, foram criadas ao longo de alguns anos antecedentes, pelo Museu Paulista, várias propostas que viriam a valorizar tanto a história nacional, quanto os fatos ocorridos no passado do Estado de São Paulo. O próprio edifício-sede do museu havia sido construído, anteriormente, dentro deste propósito. Esta edificação foi elaborada para possuir a função de monumento, algo único (ao menos até o ano de 1990) no contexto brasileiro.
Se o edifício-monumento foi inaugurado em 1895, mais de vinte anos depois Afonso d’Escragnolle Taunay torna-se diretor da instituição. Originalmente engenheiro, formado no Rio de Janeiro, Taunay aproximou-se do campo da história após se mudar para São Paulo e tornar-se membro, simultaneamente, do Instituto Histórico e Geográfico de São Paulo (IHGSP) e do Instituto Histórico e Geográfico Brasileiro (IHGB). Ele ingressa nesta com a missão de prepará-la para a celebração do centenário. Para esta data, buscava-se que o conteúdo apresentado pelo museu reforçasse o nacionalismo e exaltasse os "herois" paulistas e a história do Estado de São Paulo, colocando-o como ponto chave para o sucesso do processo do desvínculo com Portugal. Nesse sentido, desde 1917, quando adentra a diretoria, este personagem inicia seus esforços. "Com menos de cinco anos pela frente, Taunay se atirou à empreitada com obstinação, inventariando o acervo, apontando falhas e lacunas, denunciando o que considerava menosprezo aos “objetos históricos” e iniciando a desejada transformação, com a ampliação das coleções e completa reformulação do espaço museográfico."
Já no ano de 1917 diversas novidades ocorrem. O diretor recebe diversas doações de itens históricos, aos quais ele denomina "dádivas" em seus relatórios. Além disso, ele abre uma nova sala de exposição inteiramente dedicada à História e, em especial, ao passado paulista. Para os fins de criação do acervo desta sala, Taunay contactou vários arquivos e bibliotecas, no Brasil e no exterior. Dentre estes se encontram o Arquivo do Estado Maior das Forças Armadas, a Biblioteca Nacional do Rio de Janeiro, a Biblioteca Nacional de Lisboa e os Arquivos das Índias, em Sevilha. Procurava que estes pudessem lhe obter informações sobre documentos referentes ao passado paulista. Explicando seus objetivos, o diretor pedia que tais instituições produzissem cópias absolutamente fiéis aos originais que possuíam, caso eles se referenciassem à história e tradição paulistas e brasileiras. Primeiramente, ele focou em adquirir mapas e cartas geográficas do período colonial, abrangendo o país ou o Estado. Posteriormente, buscou obter documentos remontando a todo período colonial - de 1550 a 1822. Entre estes encontram-se inventários de bandeirantes ilustres, uma carta de sesmaria assinada por Martim Afonso de Souza, contas de negócios dos séculos XVII e XVIII, róis de remessas de ouro tirado do sertão, roteiros de minas, cartas setecentistas trocadas entre parentes e amigos, registros de cartas régias e atos oficiais, livros de notas tabelionais, e autógrafos de personalidades notáveis. Para esta sala inicial fundada em 1917, e também para aquelas que seriam inauguradas em 1922, foram importantes as informações retiradas especificamente de três documentos. São eles as Atas e Registro Geral da Câmara de São Paulo, os Inventários e os Testamentos publicados pelo Arquivo Municipal de São Paulo.
A entrada de Afonso d’Escragnolle Taunay, logo, mudou o caráter do museu, que antes era dedicado prioritariamente ao naturalismo. Não que ele tenha retirado as peças que se envolviam com tal tema. Pelo contrário, conservando o “espírito enciclopédico” da instituição, o novo diretor manteve todas as coleções de Ciências Naturais do Museu em perfeito estado de conservação, e inclusive propiciou o incremento numérico do acervo, por meio do fornecimento de espécimes por especialistas e viajantes. A mudança também constou no aprofundamento das funções do museu. Este foi, a partir de então, tratado não somente como um mostruário destinado à evocação de personagens e à reconstituição de épocas, mas também como um centro de estudos e de pesquisa, contando com um arquivo e uma biblioteca, os quais não cansou de incrementar e utilizar como inesgotáveis fontes de pesquisa.
Para a transformação que enfatizou o caráter histórico na instituição, também, o diretor principiou seu projeto de ornamentação interna da edificação, o chamado "Projeto Decorativo". Além disso, programa a abertura de oito salas dedicadas à glorificação histórica do Brasil e de São Paulo, as quais foram devidamente abertas para visitação no dia 7 de setembro de 1922. Dentre estas, encontrava-se a sala "Antiga Iconografia Paulista", a qual continha diversas obras que depois iriam compor a Sala das Monções. O "Projeto Decorativo", também chamado de "Projeto Taunay" foca na reformulação especialmente do saguão de entrada, da escadaria e do Salão de Honra. Para estes locais, foram instalados medalhões e encomendadas telas pintadas a óleo - geralmente retratos, inclusive de figuras femininas que contribuíram para a emancipação política do país - e esculturas. Afonso Taunay faz questão de ressaltar, em seus relatórios encaminhados ao Secretário do Interior do Estado de São Paulo, que as decisões estéticas foram discutidas com diversos artistas e obtiveram deles aprovações.  O vínculo entre as preocupações históricas e estéticas do diretor é compreensível, por exemplo pela ótica de Ulpiano Bezerra de Meneses, para quem a vinculação dos museus voltados à História ao domínio estético não é meramente ocasional. Segundo este historiador, as artes conseguem conferir aspecto nobre, e por isso são eficazes para comunicarem valores cívicos."
Já para a composição das novas salas, foi necessário encomendar diversas obras. O museu, no período anterior à diretoria de Afonso Taunay, possuía como foco as ciências naturais. É evidente que devido ao "Palácio Bezzi" ter sido projetado como edifício para rememorar a ocasião da independência, deveria haver em seu interior uma parte dedicada à divulgação dos fatos históricos do país. Isso inclusive é descrito na lei que regula o funcionamento da instituição, o Decreto n. º 249, de 26 de julho de 1894, 1918: 203. Seu Art. 3º declara que o museu deve contar com uma seção “destinada à História Nacional e especialmente dedicada a colecionar e arquivar documentos relativos ao período de nossa independência política ”. Entretanto, o acervo existente voltado às Belas Artes não era extenso. Durante esta fase inicial, que foi dirigida por Hermann von Ihering (1850-1930), os itens de destaque existentes eram as telas "Independência ou Morte" (1888), de Pedro Américo (1843-1905), para a qual o Art. 4º garante espaço no museu, A Partida da Monção, de Almeida Júnior, A Descoberta do Brasil, de Oscar Pereira da Silva, os retratos de José Bonifácio, Padre Bartholomeu de Gusmão, D. Pedro I e padre José de Anchieta e "Fundação de São Vicente" (1900), de Benedito Calixto (1853-1927). O próprio Ihering comentara que estas não formavam uma galeria adequada, devido à falta de espaço. Segundo ele, os quadros eram colocados, onde houvesse lugar, junto às exposições de História Natural, o que inclusive causava descontentamento nos visitantes. Fora isso, havia uma antiga coleção particular, o chamado Museu Sertório.  Este era principalmente formado de coleções zoológicas, certas peças únicas do patrimônio arqueológico e histórico nacional, além de objetos diversos. O conjunto havia sido reunido por Joaquim Sertório a partir de 1870 e doado vinte anos depois pelo Conselheiro Francisco Mayrink. Encontrando estes itens no museu,Taunay criticara tanto a baixa aquisição de itens de cunho histórico na gestão de Ihering quanto a organização dos que existiam. Segundo ele, havia uma completa falta de critérios estéticos e, sobretudo, científicos nas disposições das peças. Por exemplo, as salas B8 e B9, destinadas a "objetos históricos", foram comparadas por Taunay a depósitos ou a "gabinetes de curiosidades".
Para montar a Sala das Monções, logo, Afonso d’Escragnolle Taunay precisava de uma quantidade maior de obras iconográficas que retratassem tais expedições. Havia escassa produção desta área. Por tal razão, o diretor optou por recorrer a obras de artistas que não retratavam exatamente as monções, mas excursões semelhantes. Nesse sentido, selecionou ilustrações realizadas por Hercule Florence (1804-1879) e Aimé-Adrien Taunay (1803-1828), produzidas no decurso da expedição Langsdorff. Estas serviriam como bases para a produção de novos quadros, estes em telas com tinta a óleo, os quais iriam, finalmente, compor a sala do museu. A elaboração destas pinturas delegou a artistas brasileiros e estrangeiros. Na primeira categoria encontram-se, dentre os principais, Oscar Pereira da Silva e José Ferraz de Almeida Júnior, e na segunda Aurélio Zimmermann.
Afonso Taunay já tinha conhecimento dos registros feitos por Florence de longa data. Seu pai, Alfredo Maria Adriano d'Escragnolle Taunay, foi quem encontrou, nos pertences da família, os manuscritos deixados por este ilustrador, que havia viajado na Expedição Langsdorff junto a Aimé-Adrien Taunay. Alfredo chegou inclusive a traduzir e publicar estes relatos na Revista do Instituto Histórico e Geográfico Brasileiro sob o título de Esboço da Viagem Feita pelo Sr. Langsdorff ao Interior do Brasil, desde setembro de 1825 até março de 1829. Escripto em original francez pelo 2o desenhista da commissão scientifica Hercules Florence. Traduzido por Alfredo d’Escragnolle Taunay. Afonso Taunay considerou Florence como o "Patriarca da Iconografia Paulista". Segundo Carlos Lima Júnior, "os desenhos de Florence e o de autoria de Aimé-Adrien Taunay serviriam, assim, para preencher a carência de imagens a respeito daquelas expedições. O desenho minucioso, de caráter científico, detalhado, em que se agrupavam objetos diversos numa só composição, poderia fornecer informações visuais daquelas viagens, das quais, muitas vezes, permaneceram apenas os registros escritos". Atualmente, os originais deste ilustrador do século XIX encontram-se na coleção Cyrillo Hercules Florence - em posse de Leila Florence - e no Instituto Hercule Florence, em posse de Antonio Florence.
A Sala das Monções, contudo, seria de fato inaugurada apenas em 1929. Para as celebrações do centenário algumas das encomendas de Taunay ficaram localizadas na sala A-12, a Sala da Antiga Iconographia Paulista. Em 1922 Taunay não pôde entregar tudo o que havia proposto. Entretanto, parte do “cenário do Ipiranga” fora já  montado. Em relação àquilo que foi apresentado para a comemoração dos cem anos da independência do Brasil, ele mesmo declara: "Pudemos, em 1922, auxiliados pela grandeza de vistas, e o amor intenso à tradição de nossa terra, do então presidente de S.Paulo e de seu digno secretário do Interior, promover as primeiras homenagens realizadas no Brasil, por intermédio da Arte, à memória dos grandes bandeirantes. A oito destes conquistadores pudemos, no peristilo do Museu Paulista, conferir à glória do mármore e do bronze. [...] É, para nós, grande motivo de íntima satisfação haver levado a cabo este empreendimento; podido fazer esta oferenda, como que em nome da nação, à glória dos pioneiros do Brasil. Embora modesta, é a primeira demonstração de reconhecimento à memória de tão grandes servidores de nossa terra, realizada por intermédio da glorificação do cinzel e do escopro, a que conseguimos entregar a mãos do valor de Luiz Brizzolara e Amadeu Zani, entre outros".
Assim como em 1922 o museu preparou-se para comemorar os cem anos da independência do Brasil, atualmente esta mesma instituição se organiza para celebrar o bicentenário do mesmo evento, em 2022. Para tal data, programa-se a reabertura do edifício para visitação, uma vez que ele encontra-se fechado para reformas desde 2013.

## A Sala das Monções
A Sala das Monções, identificada como A-9 e localizada no térreo, foi inaugurada em 1929. Nela encontravam-se tanto artefatos que de fato haviam sido utilizados nas monções do século XIX, como pinturas retratando cenas históricas vinculadas a este tema. Os objetos variavam entre o cavalete e a caixa de tintas de Almeida Júnior, âncoras, uma ânfora com águas retiradas do rio Tietê colocadas num vaso decorado com três anhumas – ave comum na região monçoeira, um caldeirão de bronze, uma canastra e um fragmento de canoão. As telas a óleo baseavam-se sobretudo nas ilustrações realizadas por Hercule Florence e Aimé-Adrien Taunay, durante a Expedição Langsdorff. Esse fato mostra que Taunay, pelo modo de preparar e montar a exposição, gerou certa ambiguidade em relação à distinção entre as categorias das bandeiras, monções e expedições científicas. Ao invés de buscar diferenciar tais modalidades, ele expôs, indiretamente, suas próprias conclusões a partir de sua produção historiográfica. Para o diretor, as monções seriam um capítulo derradeiro das bandeiras e estariam intimamente relacionadas com a atividade mineradora, tanto que, segundo ele, teriam começado a escassear quando do esgotamento da extração aurífera. Tal ideia foi explicitada em seu livro História Geral das Bandeiras Paulistas, composto de 11 volumes, sendo o último, escrito em 1950, destinado às monções. Nesta publicação, ele relata que "a iconografia das bandeiras apresenta-se praticamente inexistente. Até hoje não se revelou um único retrato de sertanista, um único documento retratador coetâneo de algum episódio do epos bandeirante. Tudo o que existe provém da composição pictória. Sobre as monções há, porém, a admirável contribuição de Hércules Florence, mas já dos anos do Brasil nação e não da era heroica das navegações cuiabanas".
Desse modo, Taunay faz prevalecer a sua visão histórica, tanto pelo modo com que seleciona as influências como pela própria organização que cria na sala. Reforçando isso, sabe-se que ele teria sugerido que elementos originais dos documentos fossem reproduzidos nas pinturas de modo diferente.  Por fim, o diretor revela também sua convicção na importância da iconografia como meio de reconstrução do passado - tema inclusive abordado por ele em sua aula inicial do curso de História da Civilização Brasileira, proferida na Universidade de São Paulo, em 1934. No entendimento de Taunay, a pintura tem valor de documento histórico, e permite que se conheça aspectos dos costumes e modos de vida da sociedade do passado. É evidente que a imagem, além disso, também se mostra como uma das maneiras mais eficazes de formar o imaginário popular, especialmente no século XIX.

### As peças expostas

#### A telaPartida da Monção, de Almeida Junior
A Sala das Monções fora especialmente preparada para receber a tela Partida da Monção, de autoria do pintor ituano José Ferraz de Almeida Júnior (1850-1899). Trata-se de uma tela enorme, com 390 centímetros de altura por 640 centímetros de largura. Finalizada em 1897, após dois anos de estudos e trabalho, foi criada com base em ilustrações de Aimé-Adrien Taunay e Hercule Florence. Contou também com pesquisas feitas pelo próprio artista, que em 1895 viajou para Porto Feliz, provavelmente visitou certos senhores e investigou sobre os vestuários utilizados antigamente na região. A primeira exposição da obra ocorreu em São Paulo, e foi acompanhada da seguinte descrição: "Os antigos paulistas assim denominavam a caravana que partia de Porto Feliz, descendo o Tietê para Cuiabá. As de que se tratam eram organizadas simplesmente por destemidos e ousados sertanejos, que, inspirados pelo amor do desconhecido, descoberta das minas e civilização dos bugres, em toscos batelões cobertos de palha e simples canoas, partiam conscientes de que iam arrostar com sacrifícios inauditos de toda a sorte de aventuras, constituindo-se por isso uma tradição gloriosa para os paulistas. O quadro que ofereço à apreciação do público representa a partida desses heróis, que depois da missa na Igreja de N. Sra. Mãe dos Homens, acompanhados do padre, capitão-mor e povo, embarcavam-se no Porto Geral, recebendo na ocasião a solene benção da partida.” Antes da autorização legislativa para que o governo adquirisse a obra, ela fora premiada com medalha de ouro de primeira classe, na Exposição Geral de Belas Artes, no Rio de Janeiro. Fora comprada pelo Museu Paulista, em 1901, mas depois transposta à Pinacoteca do Estado de São Paulo, em 1905. Para a ocasião da criação da Sala das Monções, Afonso Taunay conseguiu recuperá-la. Esta obra não fora encomendada por Afonso Taunay, mas teria, sim, sido idealizada por Cesário Motta Júnior, então Secretário do Interior do Estado de São Paulo. Este médico natural de Porto Feliz possuía relações com o Instituto Histórico e Geográfico de São Paulo (IHGSP), do qual Almeida Júnior era sócio fundador.

#### Outras telas de Almeida Júnior
Fora a grande tela principal, ainda figuravam na sala A-9 duas telas do mesmo autor, finalizadas após a primeira: São Paulo a Caminho de Damasco, feita em 1888, e o retrato de Prudente José de Morais e Barros , do ano de 1890.

#### Telas de Oscar Pereira da Silva
Anteriormente expostas na sala A-12, as obras Carga das Canoas (1920), A Partida de Porto Feliz (1920-1921) e Encontro de duas Monções no Sertão (1920) foram encomendadas por Taunay, e realizadas com base nas ilustrações de Aimé-Adrien Taunay e Hercule Florence.

#### Telas de Aurélio Zimmerman
Também anteriormente expostas na sala A-12 e encomendadas por Afonso Taunay, as pinturas Benção das Canoas (c. 1920) e Pouso no Sertão. Queimada (c. 1920), compuseram a Sala das Monções. A segunda foi baseada no desenho de Florence intitulado Rio Pardo. Queimada nos campos.

#### Tela de João Batista da Costa
Ruínas da Casa e Capella de Antonio Raposo Tavares em Quitaúna (s/d) encontra dentro do grupo de telas que representam a atuação dos bandeirantes no período colonial

#### Tela de Henrique Bernardelli
Bandeirante na Selva (s/d) e Missionários Ensinando os Índios (s/d), as quais encontram dentro do grupo de telas que representam a atuação dos bandeirantes no período colonial

#### O beque de proa do canoão
Dentre os itens tridimensionais que compunham a sala, vale conferir destaque ao beque de proa de um canoão supostamente utilizado nas monções. Afonso Taunay havia tentado desde sua entrada na diretoria do museu, em 1917, adquirir um canoão remanescente da época das monções, localizado em Porto Feliz - a cidade à beira do rio Tietê de onde partiam estas expedições. Sua requisição ao prefeito vigente na época foi negada, devido a dificuldades de transporte da peça a São Paulo - em razão de suas dimensões e peso - à ausência da estrada de ferro e ao elevado valor de carreto. Seis anos após tal negativa, Taunay voltava a perseguir o único outro exemplar original conhecido deste tipo de embarcação. Dirigiu-se a uma fazenda, indicada pelo mesmo prefeito de Porto Feliz, cujo proprietário possuía um batelão, que havia seccionado e transformado em cocho. Em 1924 o objeto, doado pelo fazendeiro, chegava ao Museu Paulista. Com 3 metros e meio de comprimento, o  fragmento de canoão escavado manualmente no tronco de uma grande peroba se achava relativamente bem conservado. Um relato proferido em 1926 demonstra que antes de sua transposição para a Sala das Monções este pedaço de barco estava disposto no saguão de entrada do museu, junto às esculturas de Fernão Dias Paes e Raposo Tavares. Este objeto, 85 anos depois de sua chegada, foi transportado para o Museu Republicano de Itu. O outro exemplar, pertencente à Câmara Municipal de Porto Feliz, foi em 1937 oferecido ao museu. Apesar de a peça estar abrigada em um galpão, na cidade, o prefeito alegava dificuldades para sua manutenção da peça. Contudo, a oferta foi negada, pois Taunay alegou não possuir espaço suficiente para dispô-lo - este barco possuía 15 metros de comprimento.
A exposição desta peça trazia ao conhecimento do visitante a história dos desenvolvimentos técnicos necessários para a realização das monções. Afinal, segundo Sérgio Buarque de Holanda este tipo de embarcação provavelmente se desenvolveu especificamente para as restrições impostas pelas regiões por que passava o Tietê, e para as mais de 100 cachoeiras do percurso. Os canoões eram tinham formato afilado, eram monóxilas e algumas eram lavradas a ferro e a fogo. Sua fabricação empregava apenas dois tipos de madeira - Peroba ou Ximboúva. Suas dimensões variavam de 11,5 a 16,5 metros, podendo alcançar maiores comprimentos. Conseguiam transportar passageiros, mantimentos e fazendas. A técnica da produção das canoas e também dos remos se filiava a uma tradição indígena comum, que foi bastante desenvolvida pela população das regiões de Itu, onde se encontra, por exemplo, a atual cidade de Porto Feliz.

### A desmontagem da sala A-9 e a criação da sala B-4
A Sala das Monções, denominada A-9, foi desmontada em 1939, sob a iniciativa do interventor federal Ademar de Barros. Foi montada no espaço a Galeria Almeida Júnior - dedicada a este autor que já possuía destaque ali anteriormente. Além deste cômodo, foram ocupados para esta destinação também o corredor do peristilo do museu, que dava acesso ela. Ficaram no local apenas os quadros Partida da Monção, São Paulo a Caminho de Damasco – que fora afixada no teto – e o retrato de Prudente de Morais. As telas de Oscar Pereira da Silva e Aurélio Zimmermann, retratando aspectos da expedição Langsdorff, e os objetos relacionados às viagens fluviais foram deslocados para outros espaços da instituição. Desconhece-se o paradeiro exato de cada obra. Em 1944, foi montado um outro espaço expositivo exclusivamente destinado às monções: a sala B-4. Localizada no segundo pavimento do palácio, ela continha vinte quadros a óleo, sendo cinco de grandes dimensões. Em relação ao conteúdo dos quadros, Taunay relata, por meio do jornal "O Estado de São Paulo", que: "São todos relativos à iconografia das navegações fluviais para as terras do centro longínquo, em Mato Grosso, com exceção de duas composições. São as demais reproduções de documentos hoje mais que seculares, datando quase todos de 1826. Representam aspectos diversos da navegação do Tietê, Paraná, Pardo, Paraguai e mais rios do oeste."
As telas foram dispostas na sala da seguinte maneira: no alto, em destaque, havia um retrato de Hercule Florence, de autoria de Oscar Pereira da Silva. Sua legenda declarava: "Hercules Florence Patriarca da Iconografia Paulista (Nice 1804 Campinas 1879) Pintor Oscar Pereira da Silva". Sob este, foram dispostas quatro telas, sendo três delas deste mesmo artista. São elas Carga das canoas, Encontro de monções no sertão e Partida de Porto Feliz. A quarta tela é Benção das canoas, de Aurélio Zimmermann. Deste artista, há ainda, disposto na parede que contém uma porta central, o quadro Pouso do sertão - Queimada. Na mesma superfície, mas do outro lado da porta, encontram-se duas obras, de menores dimensões, de Nicolò Petrilli - Mulheres do povo em Porto Feliz e Dama de Porto Feliz com mucama - e outras duas de Nair Opromolla Araújo - e Monstro fluvial piracangava e Canoa fantasma no rio Tietê. Por fim, encontravam-se na sala três telas de Zilda Pereira - Pouso de monção à margem do Tietê, Vista de Camapuã, Pirapora do Curuçá e Desencalhe de canoa, e mais três de de Sylvio Alves - Sítio do Capitão José Manoel em Porto Feliz, Vista de Porto Feliz e Porto Feliz. A maioria destas obras teve como matriz os esboços e os desenhos de Hercule Florence, com exceção da pintura de Oscar Pereira da Silva, A Partida de Porto Feliz, inspirada na gravura de Aimé-Adrien Taunay, e da pintura de Sylvio Alves, Sítio do Capitão José Manoel, Porto Feliz, 1829, baseada na aguarela de Miguel Archanjo Benício de Assumpção Dutra – o Miguelzinho Dutra (1812-1875). Esta última encontra-se atualmente no Museu Republicano de Itu – Museu Paulista – USP. A existência das ilustrações para servir como referência às pinturas não foi algo escondido, por parte de Afonso d’Escragnolle Taunay. Pelo contrário, ee teve a preocupação de inserir tal tipo de informação nas legendas dos quadros. Por exemplo, na legenda da obra Desencalhe de Canoa, 1826, estava escrito: "Encalhe do ‘Chimbó’ e da ‘Perova’ (canoões da expedição de Langsdorff) no Tietê (1826) por Zilda Pereira (conforme desenho de Hércules Florence)".
Fora as pinturas à óleo, compõem a exposição também dois mapas, um sobre a rota das monções e outro confeccionado pelo astrônomo e matemático paulista Francisco José Lacerda e Almeida. No centro da sala encontra-se disposto o beque de proa do canoão, junto a uma âncora e um grande tacho.
Nesta sala, foi reforçada a ideia de que as representações realizadas por Hercule Florence e Aimé-Adrien Taunay poderiam representar outras possíveis monções. Por outro lado, nessa sala não foram referenciadas as bandeiras, exceto pelo tacho, que inclusive fora citado no discurso ao Estado de São Paulo.
Em relação ao aspecto de haver menção à uma "Sala das Monções", mas em realidade haver existido duas versões desta, explica-se ao se analisar o Banco de Dados e Imagens do Museu Paulista. Neste, as fotografias de ambas exposições figuram como se pertencessem à década de 1930. Desse modo, percebe-se que as imagens dos espaços expositivos das salas A-9 (1929) e B-4 (1944) são identificados como se fossem uma só – aquela inaugurada em 1929. A compreensão de que em realidade haviam existido duas montagens distintas deve-se à Maria Aparecida de Menezes Borrego. Esta pesquisadora, ao organizar a comunicação “Taunay e a Construção da Memória das Monções”, apresentada no evento “Affonso de Taunay e o Museu Paulista: Cem Anos de um Projeto de Memória (1917-2017)”, identificou a situação. Antes deste momento, ocorrido em 2017, a sala B-4 não havia chamado atenção de pesquisadores. O próprio museu não dispõe de algumas informações relativas a seu conteúdo, como datas de algumas das pinturas expostas. Por vezes isto também não pode ser encontrado ao se pesquisar sobre os autores, já que vários deles não possuem uma biografia registrada com detalhes. Ao contrário, devido à falta de destaque no cenário artístico nacional, de muitos não se sabe nem mesmo as as datas de nascimento e de morte.

### A desmontagem da sala B-4 e os novos destinos das obras sobre as monções
Dois anos após o encerramento da gestão de Taunay no Museu Paulista, o que ocorreu em 1945, o conteúdo expositivo da sala B-4 retornaria à sua sala anterior. Em 1947, Sérgio Buarque de Holanda, sucessor de Taunay, faz retornar à sala A-9 o beque de proa do canoão, utensílios usados pelos paulistas em suas viagens fluviais e as telas baseadas nas ilustrações da expedição Langsdorff. Afinal, dezenove das telas que compunham a "Galeria Almeida Junior" foram realocadas, destinando-se à Pinacoteca do Estado. Esta sala permaneceu montada até à década de 1960.
As peças sobre as monções transitaram ainda por várias localidades dentro do museu. A partir da década de 1970, a tela A Partida da Monção foi  posicionada na sala B-29, junto ao canoão. Este, a partir dos anos 2000, foi algumas vezes deslocado. Participou da exposição "Cartografia de uma história - São Paulo colonial: mapas e relatos", que ficou em cartaz na própria instituição, entre março de 2005 e novembro de 2006. Essa mostra adotou uma forma expositiva distinta daquela existente na Sala da Monções. Não somente no que toca a disposição das peças, mas especialmente por dois motivos. Primeiro por buscar aprofundar o diálogo entre museografia e arquitetura, e permitir interatividade com os objetos reais - evidentemente em cópias em fac‑simile. Segundo, por incluir no espaço expositivo o uso de tecnologias atuais, como vídeo e informática. Condensando estas duas intenções, percebe-se que a intenção da exposição é a comunicação, esta compreendida sob uma ótica lúdica.
Depois foi colocado no saguão do museu, como havia ficado em 1926. Em 2010 foi transportado para o Museu Republicano de Itu, uma extensão do Museu Paulista localizada no interior do Estado. Em 2017 foi montada neste local uma nova exposição sobre a temática das monções, intitulada "Viagens fluviais: homens e canoas na rota das monções". Os curadores Maria Aparecida de Menezes Borrego e de Rodrigo da Silva, dispuseram, junto ao canoão, as telas Carga das canoas, de Oscar Pereira da Silva, Bênção das canoas e Pouso no sertão - Queimada, de Aurélio Zimmermann - e reproduções de ilustrações de Florence, pertencentes à coleção Cyrillo Florence. Essa exposição, ao contrário das dirigidas por Afonso Taunay, buscou diferenciar as expedições das monções, e inclusive narrou as intenções e convicções deste antigo diretor ao montar a Sala das Monções. Essa desambiguação foi auxiliada pela exposição lado a lado, por hora inédita, das telas e dos desenhos que lhes referenciaram.

## Interpretações sobre a atuação de Afonso d’Escragnolle Taunay como diretor do Museu Paulista
Ao longo de sua atuação enquanto diretor do Museu Paulista, Taunay alterou o caráter temático do que era exposto. Se recebeu da anterior direção um "museu de história natural", ele o tornou mais voltado à história e a arte. É nesse contexto que se encontra a implantação da Sala das Monções. Este personagem contribuiu também para lançar um olhar para a área da etnografia - linha que é prolongada por seu sucessor, o historiador Sérgio Buarque de Holanda, o qual cria uma seção de etnologia e acentua o caráter antropológico da instituição.
De modo geral, Taunay organizou o museu de modo a criar uma narrativa sobre a emergência da nação brasileira, colocando, nesse contexto, os paulistas como protagonistas. Assim, o Museu Paulista, e dentro dele a Sala das Monções, participou para o fortalecimento do "mito bandeirista". Este processo, encabeçado pela elite paulista - da qual participava Afonso Taunay - nas primeiras décadas do século XX, foi utilizado como instrumento de legitimação de sua hegemonia no cenário nacional.

## Obras sobre monções
As expedições fluviais de colonização do Brasil foram um tema central da sala, com intervenção direta de Taunay. Para ele, as monções traziam um caráter épico na história de São Paulo. São obras trazidas para a sala, várias delas encomendadas pelo próprio Taunay:
- Carga das Canoas, de Oscar Pereira da Silva;
- A Partida de Porto Feliz, de Oscar Pereira da Silva;
- Encontro de duas Monções no Sertão, de Oscar Pereira da Silva;
- Bênção das canoas, de Aurélio Zimmermann;
- Pouso no Sertão - Queimada, 1826, de Aurélio Zimmermann;
- Caboclas do Sertão do Tietê, de Adrien Henri Vital Van Emelen;
- Dama de Porto Feliz com Mucama, 1826, de Nicolò Petrilli;
- Canoa Fantasma no Rio Tietê, de Nair Opromolla Araújo;
- Monstro Fluvial Piracangava, de Nair Opromolla Araújo;
- Pouso de Monção à Margem do Tietê, 1826, de Zilda Pereira;
- Vista de Camapuã,1826, de Zilda Pereira;
- Sítio do Capitão José Manoel, Porto Feliz, 1839, de Sylvio Alves;
- Pirapora do Curuçá, 1826 (hoje Tietê), de Zilda Pereira;
- Desencalhe de Canoa, 1826, de Zilda Pereira;
- Vista de Porto Feliz, 1826, de Sylvio Alves;
- Porto Feliz, 1826, de Sylvio Alves.

As pinturas eram influenciadas por desenhos de Hércules Florence e de Aimé-Adrien Taunay, especialmente sobre a Expedição Langsdorff. Aliás, um retrato de Florence, feito por Oscar Pereira da Silva, também estava colocado na sala. Também influenciaram obras mitos e lendas das monções, como nos casos das pinturas de Nair Opromolla Araújo.